# Округ Хасберге
Округ Хасберге је округ на северу немачке државе Баварска. То је најисточнији округ области Доња Франконија. 
Површина округа је 956,52 км². Крајем 2008. имао је 85 914 становника. Има 26 насеља, од којих је седиште управе у месту Хасфурт. 
Округ је настао 1972. спајањем области Хасфурт, Еберн и Хофхајм. Име је добио по планинама Хасберге које се налазе јужно од границе Тирингије. Ове планине су шумовити источни наставак планине Рен. Кроз округ протиче река Мајна. Јужно од ње је планина Штајгервалд. 